# Chasmina malagasy
Chasmina malagasy är en fjärilsart som beskrevs av Pierre E.L. Viette 1965. Chasmina malagasy ingår i släktet Chasmina och familjen nattflyn. Inga underarter finns listade i Catalogue of Life.